# Bert Mooren
Engelbert A. (Bert) Mooren (Susteren, 23 september 1932 – Horn, 30 oktober 2017) was een Nederlands burgemeester. Hij was lid van de KVP en later van de fusiepartij CDA.
Rond 1955 ging hij werken bij de overheid en in juni 1974 werd Mooren burgemeester van de gemeenten Stevensweert en Ohé en Laak. In september 1986 volgde zijn benoeming tot burgemeester van Arcen en Velden. Net voor kerst 1993 trad onder andere daar bij hoog water de Maas buiten de oevers waardoor veel bewoners geëvacueerd moesten worden en er ook op grote schaal waterschade optrad. Het beeld ontstond dat Mooren spoorloos was wat leidde tot ernstige kritiek op zijn functioneren. In juli 1994 ging hij, volgens eigen zeggen zonder dat die affaire daarmee te maken had, vervroegd met pensioen. Hij overleed eind 2017 op 85-jarige leeftijd.